# Лукіньяс
Лукас Ліма Ліньярес (порт. Lucas Lima Linhares), відоміший під коротким прізвиськом Лукіньяс (порт. Luquinhas, нар. 28 вересня 1996, Сейландія) — бразильський футболіст, нападник польського клубу «Легія», в якому грає в оренді з бразильського клубу «Форталеза». Виступав також за низку бразильських і закордонних клубів. Дворазовий чемпіон Польщі. Володар Кубка Польщі.

## Ігрова кар'єра
Лукіньяс народився 1996 року в місті Сейландія. Розпочав займатися футболом у юнацькій команді місцевого футбольного клубу «Сейланденсе», пізніше перебрався до Португалії, де грав у юнацькій команді клубу «Вілафранкенсе». У 2015 році футболіст розпочав грати за основну команду клубу «Вілафранкенсе», в якій грав до 2016 року, взявши участь у 36 матчах чемпіонату. У 2016 році бразильський нападник перейшов до другої команди клубу «Бенфіка», де грав до 2017 року.
У 2017 році Лукіньяс перейшов до іншого португальського клубу «Авеш», звідки відразу його відправили в річну оренду до колишнього клубу футболіста «Вілафранкенсе», після чого гравець повернувся до клубу «Авеш», у якому виступав до 2019 року.
У 2019 році бразильський нападник перейшов до польського клубу «Легія», у складу якого грав до 2022 року. У складі варшавської команди Лукіньяс став основним гравцем атакувальної ланки команди, та двічі поспіль здобув звання чемпіона Польщі.
Протягом 2022—2024 років бразильський нападник грав у складі клубу Major League Soccer «Нью-Йорк Ред Буллз». У 2024 році футболіст став гравцем бразильського клубу «Форталеза», звідки гравця віддали в оренду до його колишнього клубу «Легія». У складі команди Лукіньяс у сезоні 2024—2025 років став володарем Кубка Польщі.

## Титули і досягнення
- Чемпіон Польщі (2):

«Легія»: 2019–2020, 2020–2021
- Володар Кубка Польщі (1):

«Легія»: 2024–2025